# Sporting Charleroi in het seizoen 2000/01
Dit artikel beschrijft de prestaties van de Belgische voetbalclub Sporting Charleroi in het seizoen 2000–2001.

## Gebeurtenissen

### Voorzitterswissel
In maart 2000 grepen Enzo Scifo, die toen nog als speler onder contract lag bij RSC Anderlecht, en diens entourage de macht binnen de club. Scifo werd meerderheidsaandeelhouder van Charleroi en installeerde zijn advocaat en rechterhand Pol Massart als interim-voorzitter met het idee om hem na zijn spelerscarrière, die hij bij Charleroi zou afsluiten, op te volgen. Na afloop van het seizoen 1999/00 kreeg Abbas Bayat, eigenaar van waterproducent Chaudfontaine, de meerderheid (81 procent) van de aandelen in handen, waarna hij ook de nieuwe voorzitter van de club werd.
In de zomer van 2000 maakte Scifo als speler de overstap van Anderlecht naar Charleroi. Ondanks de overname van Bayat bleef hij aanvankelijk aan de sportieve touwtjes trekken binnen de club. Als speler maakte hij deel uit van de A-kern. Daarnaast was Scifo ook een minderheidsaandeelhouder en bekleedde hij de functie van vicevoorzitter. Op die manier woog hij ook op het beleid van de club. Na het ontslag van trainer Manu Ferrera eind november 2000 werd hij ook hoofdcoach van Charleroi.

### Trainerswissel
Manu Ferrera begon als hoofdcoach aan het seizoen 2000/01. In tegenstelling tot een seizoen eerder slaagde Charleroi er ditmaal in om uit de degradatiezone te blijven. Ferrera loodste de Zebra's naar een gedeelde vijfde plaats in het klassement. Desondanks kon hij op weinig vertrouwen van het bestuur rekenen en werd zijn positie regelmatig in vraag gesteld. Begin november werd Charleroi in de beker uitgeschakeld na een wanprestatie tegen STVV (3–0). Op 29 november 2000, enkele dagen na de competitienederlaag tegen KV Mechelen (4–3), werd Ferrera aan de kant geschoven. De club bood hem vervolgens een rol als scout en sportief raadgever aan, maar Ferrera ging niet op het aanbod in. Enkele dagen na zijn ontslag werd hij opgevolgd door Scifo, die om medische redenen een punt achter zijn spelerscarrière moest zetten.

### Transfers
Charleroi nam in de zomer van 2000 afscheid van verschillende buitenlanders. Zo verloor de club spits Alexandros Kaklamanos aan AA Gent. In ruil trok Charleroi hoofdzakelijk Belgen aan. Enzo Scifo, die sinds maart 2000 ook aandeelhouder van de club was, maakte de overstap van landskampioen RSC Anderlecht. Verder verhuisden ook Roberto Bisconti, Ronald Foguenne en Marc Vangronsveld naar Charleroi. In het najaar keerde ook de jonge doelman Olivier Renard terug na een seizoen Udinese. Philippe Albert probeerde na een lange revalidatie terug te keren op het hoogste niveau, maar besloot uiteindelijk in oktober 2000, na nieuwe problemen met de knie, om een punt achter zijn carrière te zetten. Enkele weken later stopte ook Scifo om medische redenen met voetballen.

### Competitie
Charleroi begon uitstekend aan het nieuwe seizoen. Onder leiding van coach Ferrera steeg Charleroi in het najaar van 2000 naar een gedeelde vijfde plaats in het klassement. De club won voor eigen supporters van onder meer van KRC Harelbeke (5–0), AA Gent (4–3), Lierse SK (2–0) en Sporting Lokeren (1–0). Desondanks kon Ferrera op weinig vertrouwen rekenen van het bestuur. Zo kwam er onder meer kritiek op de zware nederlagen tegen de topclubs. Charleroi verloor met zware cijfers van RSC Anderlecht (7–2), Standard Luik (4–0) en Club Brugge (4–0).
Eind november werd Ferrera aan de kant geschoven en opgevolgd door Scifo. Onder diens leiding zakten de Zebra's terug naar de negende plaats. Op de 32e speeldag verloor Charleroi met 4–0 op het veld van Eendracht Aalst, dat geleid werd door Scifo's voorganger Ferrera. Na de zware nederlaag zette Scifo middenvelder Roberto Bisconti uit de selectie en insinueerde hij dat er sprake was van omkoping. Na zijn uitspraken stelde bondsprocureur René Verstringhe een onderzoek in. Een week na de zware nederlaag tegen Aalst werd Charleroi in eigen stadion met 1–7 ingeblikt door STVV. Scifo's manier van werken en gebrek aan tactisch inzicht werden in de media hevig bekritiseerd.

### Beker van België
In de Beker van België werd Charleroi na een wanprestatie in de eerste ronde uitgeschakeld door Sint-Truidense VV (3–0). De ervaren leiders van het team, Enzo Scifo en Dante Brogno, pakten beide een rode kaart. Voor zijn uitsluiting had Brogno ook al een strafschop gemist.

## Spelerskern
| Nr.           | Naam                  | Nationaliteit      | Geboortedatum | Vorige club                     |
| ------------- | --------------------- | ------------------ | ------------- | ------------------------------- |
| Keepers       |                       |                    |               |                                 |
| 1             | Ištvan Dudaš          | Joegoslavië        | 02-08-1973    | Lleida Esportiu (1999)          |
| 12            | Jean-François Lecomte | België             | 17-11-1968    | Sint-Truidense VV (1997–1999)   |
| 21            | Olivier Renard        | België             | 24-05-1979    | Udinese (1999–2000)             |
|               | Frédéric Van Belle    | België             | 04-10-1980    | /                               |
|               | Keevin Boon           | België             | 25-07-1983    | /                               |
| Verdedigers   |                       |                    |               |                                 |
| 2             | Bertin Tokéné         | Kameroen           | 10-05-1975    | Unisport Bafang (1996–1997)     |
| 3             | Marc Vangronsveld     | België             | 29-03-1972    | KRC Genk (1992–2000)            |
| 4             | Romuald Petit         | België             | 19-10-1972    | RAEC Mons (1999–2000)           |
| 5             | Nikola Jerkan         | Kroatië            | 08-12-1964    | Nottingham Forest (1998–1999)   |
| 16            | Frank Defays          | België             | 23-02-1974    | UR Namur (1992–1999)            |
| 17            | Gauthier Remacle      | België             | 26-05-1977    | Standard Luik (1996–2000)       |
| 18            | Mahamoudou Keré       | Burkina Faso       | 02-01-1982    | Santos FC (1997–1998)           |
| 26            | Mohammad Reza Mahdavi | Iran               | 17-12-1972    | Esteghlal FC (2000)             |
| 27            | Philippe Albert       | België             | 10-08-1967    | Fulham FC (1999)                |
|               | Enzo Biondo           | België             | 04-11-1979    | /                               |
|               | Serge Eputa Asembwa   | Congo-Kinsh.       | 04-02-1980    | /                               |
|               | Fabrice Kelban        | Frankrijk          | 09-10-1978    | Paris Saint-Germain (1997–1999) |
| Middenvelders |                       |                    |               |                                 |
| 6             | Aziz Rabbah           | Frankrijk          | 10-09-1976    | RC Strasbourg (1995–1998)       |
| 7             | Roberto Bisconti      | België             | 21-07-1973    | Standard Luik (1998–2000)       |
| 8             | Ronald Foguenne       | België             | 10-08-1970    | AA Gent (1996–2000)             |
| 10            | Enzo Scifo            | België             | 19-02-1966    | RSC Anderlecht (1997–2000)      |
| 13            | Christian Negouai     | Frankrijk          | 20-01-1978    | UR Namur (1998–1999)            |
| 14            | Dimitri De Condé      | België             | 07-01-1975    | Standard Luik (1995–1999)       |
| 15            | Serhij Omeljanovitsj  | Oekraïne           | 13-08-1977    | Zorja Loehansk (1994)           |
| 19            | Grégory Dufer         | België             | 19-12-1981    | /                               |
| 22            | Pascal Dias           | Frankrijk          | 10-02-1976    | Standard Luik (1999–2000)       |
| 28            | Alireza Emamifar      | Iran               | 16-09-1974    | Fajr Sepasi Shiraz (2000)       |
| 30            | Dariush Yazdani       | Iran               | 02-06-1977    | Esteghlal FC (1999–2000)        |
|               | Francesco Quaglia     | België             | 23-01-1982    | /                               |
|               | Sébastien Rassart     | België             | 18-09-1979    | /                               |
| Aanvallers    |                       |                    |               |                                 |
| 9             | Sergio Rojas          | Argentinië         | 22-11-1973    | Douglas Haig (1998–1999)        |
| 11            | Dante Brogno          | België             | 02-05-1966    | RA Marchiennoise (1984–1986)    |
| 23            | Eduardo               | Brazilië           | 13-10-1979    | Vasco da Gama (2000)            |
| 31            | Luciano Djim          | Centr.-Afrik. Rep. | 03-08-1978    | /                               |
|               | Philippe Urbain       | België             | 03-09-1980    | /                               |

- = aanvoerder

### Technische staf
| Functie         | Naam          | Nationaliteit   | Opmerking                      |
| --------------- | ------------- | --------------- | ------------------------------ |
| Coach           | Enzo Scifo    | België          | Vanaf 30 november 2000.        |
| Coach           | Manu Ferrera  | België          | Ontslagen op 29 november 2000. |
| Assistent-coach | Mario Notaro  | België / Italië |                                |
| Keeperstrainer  | István Gulyás | Hongarije       |                                |

## Uitrustingen
Shirtsponsor(s): Chaudfontaine

Sportmerk: Umbro
| Thuis | Thuis | Uit | Uit | Doelman |

## Transfers

### Zomer
| Naam                  | Nationaliteit | Van / Naar        | Type     |
| --------------------- | ------------- | ----------------- | -------- |
| Inkomend              |               |                   |          |
| Enzo Scifo            | België        | RSC Anderlecht    | Gekocht  |
| Roberto Bisconti      | België        | Standard Luik     | Gekocht  |
| Pascal Dias           | Frankrijk     | Standard Luik     | Gekocht  |
| Ronald Foguenne       | België        | AA Gent           | Gekocht  |
| Romuald Petit         | België        | RAEC Mons         | Gekocht  |
| Gauthier Remacle      | België        | Standard Luik     | Gekocht  |
| Marc Vangronsveld     | België        | KRC Genk          | Gekocht  |
| Dariush Yazdani       | Iran          | Esteghlal FC      | Gekocht  |
| Mohammad Reza Mahdavi | Iran          | Esteghlal FC      | Gekocht  |
| Uitgaand              |               |                   |          |
| Zoran Cilinšek        | Joegoslavië   | Standard Luik     | Verkocht |
| Fabio da Silva        | Brazilië      | Cappellen FC      | Verkocht |
| Roch Gérard           | België        | Francs Borains    | Verkocht |
| Alexandros Kaklamanos | Griekenland   | AA Gent           | Verkocht |
| Slaven Lalic          | Kroatië       | HNK Šibenik       | Verkocht |
| Alassane Ouedraogo    | Burkina Faso  | FC Köln           | Verkocht |
| Tomasz Romaniuk       | Polen         | Club Luik         | Verkocht |
| Sandro Marcelo Sousa  | Brazilië      | Gençlerbirliği SK | Verkocht |
| Hari Vukas            | Kroatië       | Troglav Livno     | Verkocht |
| Yannick Anciaux       | België        | Lambusart-Fleurus | Verkocht |
| Grégory Ghislain      | België        | Olympic Charleroi | Verkocht |
| Johan Lissens         | België        | UR Namur          | Verkocht |
| Medo Sušić            | Kroatië       | niet bekend       | Verkocht |

### Winter
| Naam             | Nationaliteit | Van / Naar          | Type           |
| ---------------- | ------------- | ------------------- | -------------- |
| Inkomend         |               |                     |                |
| Fabrice Kelban   | Frankrijk     | Paris Saint-Germain | Gekocht        |
| Eduardo          | Brazilië      | Vasco da Gama       | Gekocht        |
| Alireza Emamifar | Iran          | Fajr Sepasi Shiraz  | Gekocht        |
| Olivier Renard   | België        | Udinese             | Huur           |
| Uitgaand         |               |                     |                |
| Philippe Albert  | België        |                     | Einde carrière |
| Enzo Scifo       | België        |                     | Einde carrière |

## Eerste klasse

### Klassement
|         |    |                     | GW | W  | G  | V  | DV | DT | DS  | Ptn |
| ------- | -- | ------------------- | -- | -- | -- | -- | -- | -- | --- | --- |
| K (CL)  | 1  | RSC Anderlecht      | 34 | 25 | 8  | 1  | 88 | 25 | +63 | 83  |
| (UEFA)  | 2  | Club Brugge         | 34 | 23 | 9  | 2  | 83 | 24 | +59 | 78  |
| (UEFA)  | 3  | Standard Luik       | 34 | 16 | 12 | 6  | 71 | 44 | +27 | 60  |
|         | 4  | Sporting Lokeren    | 34 | 16 | 9  | 9  | 58 | 41 | +17 | 57  |
|         | 5  | AA Gent             | 34 | 16 | 9  | 9  | 61 | 49 | +12 | 57  |
|         | 6  | Germinal Beerschot  | 34 | 17 | 3  | 14 | 62 | 53 | +9  | 54  |
|         | 7  | Excelsior Moeskroen | 34 | 15 | 8  | 11 | 63 | 49 | +14 | 53  |
| (beker) | 8  | KVC Westerlo        | 34 | 15 | 8  | 11 | 61 | 53 | +8  | 53  |
|         | 9  | Sporting Charleroi  | 34 | 14 | 5  | 15 | 51 | 65 | -14 | 47  |
|         | 10 | Lierse SK           | 34 | 12 | 7  | 15 | 44 | 51 | -7  | 43  |
|         | 11 | KRC Genk            | 34 | 11 | 9  | 14 | 45 | 51 | -6  | 42  |
|         | 12 | Antwerp FC          | 34 | 11 | 7  | 16 | 38 | 45 | -7  | 40  |
|         | 13 | Sint-Truidense VV   | 34 | 9  | 8  | 17 | 44 | 54 | -10 | 35  |
|         | 14 | KSK Beveren         | 34 | 9  | 8  | 17 | 30 | 64 | -34 | 35  |
|         | 15 | La Louvière         | 34 | 6  | 12 | 16 | 32 | 56 | -24 | 30  |
|         | 16 | Eendracht Aalst     | 34 | 7  | 8  | 19 | 33 | 65 | -32 | 29  |
|         | 17 | KRC Harelbeke       | 34 | 8  | 4  | 22 | 36 | 79 | -43 | 28  |
|         | 18 | KV Mechelen         | 34 | 4  | 10 | 20 | 40 | 72 | -32 | 22  |